# Scopula supernivearia
Scopula supernivearia là một loài bướm đêm trong họ Geometridae.